# Karl Kolaczek
Karl Kolaczek, také Karel Kolaczek (20. prosince 1898 Ratibořice (okres Náchod) nebo Ratibořské Hory u Tábora, 29. listopadu 1959 Liberec) byl český sochař německé národnosti.

## Život
Vystudoval užité sochařství na Uměleckoprůmyslové škole ve Vídni (Kunstgewerbeschule des k.k. Österreichischen Museums für Kunst und Industrie). Pracoval v severních Čechách, byl členem Metznerova svazu výtvarných umělců.

## Dílo
- Kamenný náhrobek Albrechta z Valdštejna v Mnichově Hradišti (1934)
- Válečný pomník padlým z 1. světové války Umírající síla před kostelem Nalezení Sv. Kříže v Liberci (odstraněn r. 1945)
- Bronzová busta MUDr. Václava Šamánka v Šamánkově ulici v Liberci
- Sousoší Matka a dítě v Liberci